# Capcom Fighting All Stars
Capcom Fighting All-Stars: Code Holder  est un jeu d'action adventure strategy développé par Capcom en Arcade sur System 246 et qui devait être porté sur PS2. La production et le développement du jeu ont été jusqu'à proposer un prototype non-finalisé, mais finalement Capcom a tout annulé en 2003,.

## Personnages

### Personnages connus
- Ryu (Street Fighter)
- Chun-Li (Street Fighter II)
- Alex (Street Fighter III)
- Charlie (Street Fighter Alpha)
- Mike Haggar (Final Fight)
- Poison (Final Fight)
- Batsu (Rival Schools)
- Akira (Rival Schools)
- Strider Hiryu (Strider)

### Nouveaux personnages
- D.D. (God of Thunder)
- Rook (Fallen Angel)
- Ingrid (Eternal Goddess)
- Death